# El Gobernador (The Walking Dead)
El Gobernador es un personaje ficticio de la franquicia de The Walking Dead. En su adaptación al cómic su nombre verdadero es Brian Blake, mientras que en su adaptación a serie de televisión su nombre verdadero es Philip Blake y es interpretado por David Morrissey.
Este personaje es creado por Robert Kirkman y Charlie Adlard en el arte y Cliff Rathburn, el personaje hizo su debut en The Walking Dead en la edición # 27 en abril de 2006. Fue el primer antagonista principal de ambas series que tuvo larga duración, El Gobernador es el líder en apariencia carismática de Woodbury, Georgia, que se revela un desquiciado hombre, un líder loco que entra en conflicto con el protagonista Rick Grimes. El Gobernador es responsable de varias muertes de los personajes principales de ambas versiones. El origen del personaje se exploran en la novela The Walking Dead: The Rise of Governor, que fue escrito por Kirkman y Jay Bonansinga.
En la serie de televisión, el Gobernador aparece por primera vez en la tercera temporada de la serie. Al igual que con su adaptación del cómic, él es el líder de Woodbury; sin embargo, sus motivos inquietantes se reflejan en sus formas autoritarias en el trato con las amenazas a su comunidad principalmente mediante la ejecución de la mayoría de los grandes grupos y sólo acepta a los supervivientes solitarios en su comunidad. Su naturaleza oscura se intensifica cuando entra en conflicto con Rick Grimes ya que este anhela apropiarse de la prisión en la que se aloja el policía y su grupo, y este junto con su milicia se disponen a querer eliminarlos, dejando varios personajes muertos tanto en el grupo de Rick y en su propia milicia y gente. En la serie televisiva mantiene una relación amorosa con Andrea, pero finalmente la mata cuando ella descubre su verdadera personalidad y decide irse con el grupo de Rick y alejarse de Woodbury. En la cuarta temporada de la serie, que se alarma por sus formas frías y los intentos de redimirse al conocer a una nueva familia, utilizando el nombre de Brian Heriot, aunque él vuelve a su viejo personaje para asegurar la supervivencia de la familia, dejando a varios más personajes muertos (Hershel, Martínez, entre otros) y al precio el cual el grupo de Rick se queda sin un hogar seguro. En la quinta temporada, El Gobernador aparece como una alucinación ante un agonizante Tyreese.
En el 2009, el Gobernador fue clasificado como el nro. 86 de los mejores villanos de los cómics de IGN de todos los tiempos, y ocupó el puesto número 28 en la lista de Los 60 más desagradables villanos de todos los tiempos de la guía de TV. Es de los villanos más malvados y sanguinarios de The Walking Dead, muchos piensan que esta por arriba de Negan. Por su actuación como el Gobernador, Morrissey fue nominado como Mejor Actor de Reparto en los Premios 39a Saturno.[cita requerida]

## Historia
Brian Blake es conocido como "El Gobernador". Es el líder del grupo de supervivientes del pueblo de Woodbury y uno de los primeros personajes antagónicos. Es un personaje cruel y despiadado, aunque es respetado por sus conciudadanos, a los que manipula y distrae con combates amañados en una arena llena de caminantes. Tiene obvios problemas mentales ya que mantiene a su sobrina zombificada en su casa (Penny Blake) y la alimenta con carne humana. Captura a michone y Andrea cuando estos iban buscando a los supervivientes de un accidente de helicóptero y tortura a Rick amputándole la mano derecha y ultrajando sádicamente a Michonne. Sin embargo le devuelve todo el mal torturándolo hasta clavarle un taladro en el hombro, arrancarle las uñas de una mano con unos alicates, le secciona un brazo y le cauteriza la herida con un soplete, le arranca un ojo y lo castra. El Gobernador sobrevive a todo ello gracias a que es curado por Bob Stookey, un exmédico militar que pasa los días bajo su apartamento bebiendo; y sediento de venganza manda a sus hombres buscar la cárcel donde sabe que los supervivientes se refugian, y convence a los suyos de que el grupo de Rick es una amenaza para ellos. Su primer asalto a la cárcel fracasa, pero captura a Tyresse y lo decapita con la espada de Michonne. En el segundo ataque asesina a Axel, Patricia, Billy Greene, Alice y Hershel Greene; además de mandar a uno de sus soldados (Lilly Caul) a disparar a Lori mientras está huyendo junto a Rick y Carl. Lori llevaba a la bebé Judith en sus brazos, y ambas mueren de un disparo por parte de Lilly (Judith muere aplastada por Lori). Finalmente El Gobernador es asesinado por Lilly cuando se descubre que los ha manipulado para matar a gente inocente (como Lori y su bebé Judith). Mata al Gobernador de un tiro en la cabeza, y lo empuja contra los caminantes de las afueras de la prisión, que devoran su cuerpo. Cabe destacar que este Gobernador es el personaje de todo el universo de The Walking Dead que ha sufrido más mutilaciones a lo largo de su estadía, siendo las principales ganadas en la venganza de Michonne. En el 2009, El Gobernador fue mencionado en la lista IGN de Los Mejores Villanos de la Historia del Cómic en el puesto 86.[cita requerida]

## Adaptación de TV

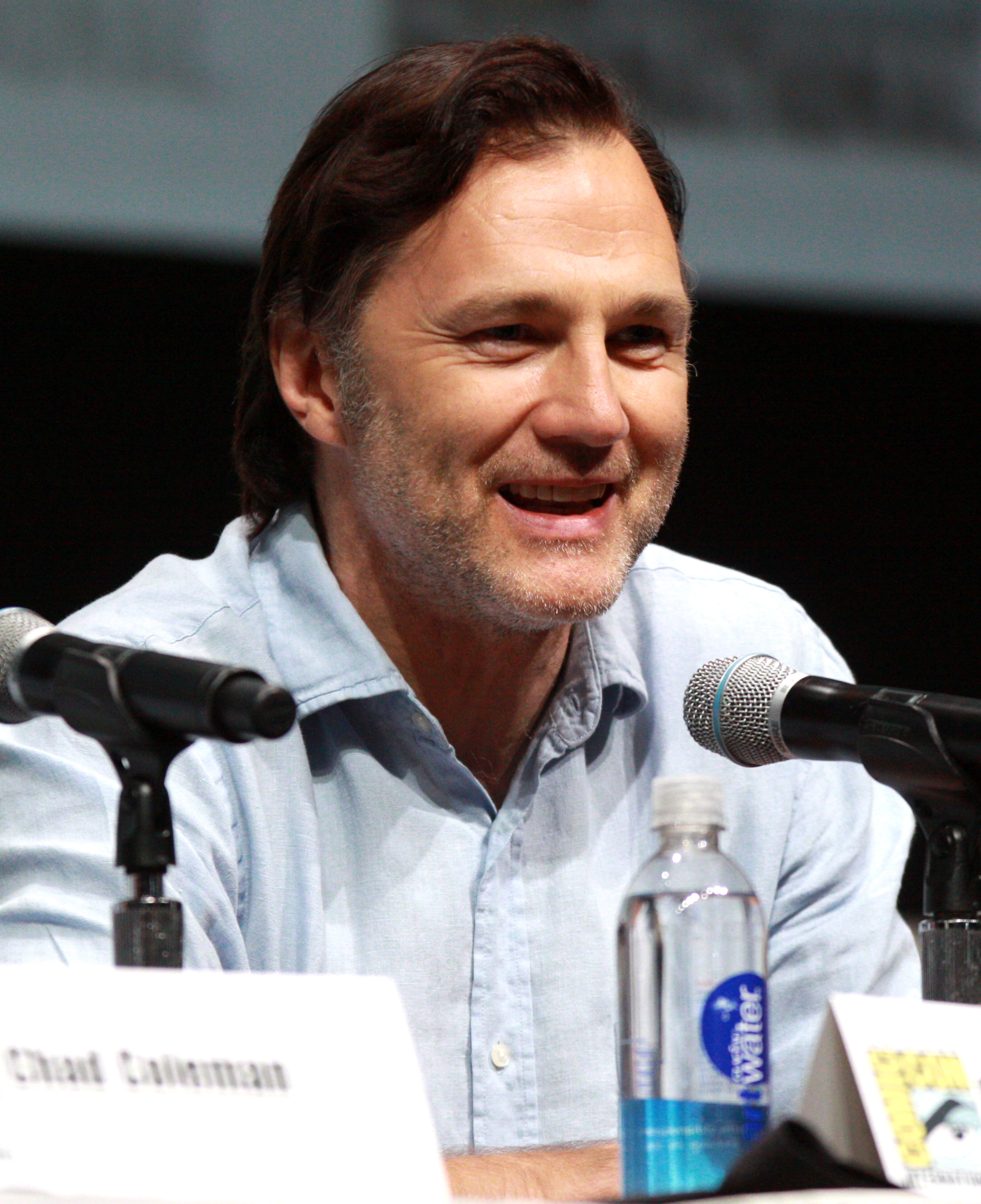
David Morrissey actor que interpreta al despiadado Gobernador de Woodbury.

### Tercera temporada (2012—13)
El Gobernador aparece por primera vez en "Walk with Me", en el tercer episodio de la tercera temporada, después de haber tomado por la fuerza a Andrea y Michonne, Merle las descubre cerca del helicóptero militar derribado el cual ellas fueron a indagar. Andrea termina desmayándose debido a que estaba débil de salud física. Fueron llevadas a Woodbury, es una comunidad que la cual la lidera un hombre de carácter cariñoso. Sin embargo Michonne empieza a desconfiar en el Gobernador. Sin embargo este asesina al soldado que sobrevivió en el helicóptero, el Sargento Welles, después de que Welles le dijo sobre el paradero del resto de su equipo. Cuando el Gobernador llega al campamento de la brigada, él y sus hombres asesinan a todos y se llevan sus suministros. En el episodio "Killer Within", el Gobernador convence a Andrea y a Michonne en permanecer en Woodbury, aunque Michonne nota agujeros de bala y manchas de sangre en los vehículos de la Guardia Nacional, lo que aumenta sus sospechas. Él tiene más éxito en hacerse amigo de Andrea, y él revela algo de su pasado a Andrea y que su verdadero nombre es Phillip Blake.
En el episodio "Say The Word", se demuestra que el Gobernador tiene una hija zombificada llamada Penny, quien la mantiene oculta, y la alimenta de carne humana. Michonne descubre pistas que indican que está mentalmente perturbado, incluyendo un cuaderno que comienza como una especie de diario de planificación urbana que se convirtiera en la lista de nombres seguidos de páginas de marcas de conteo inquietantes. Él permite que Michonne salga de la ciudad, pero ella no es capaz de convencer a Andrea a salir con ella. El Gobernador conduce a Andrea a una reunión para la gente de la ciudad: un combate entre Merle y Martínez, rodeados de encadenados caminantes sin dientes. El espectáculo sorprende a Andrea, que lo describe como "bárbaro", pero el Gobernador insiste en que es "divertido" y enseña a los residentes a no tener miedo.
En el episodio "Hounded", Andrea le confiesa al Gobernador que ella disfrutaba de las peleas de la noche anterior, y él y Andrea comienzan una relación sexual. Él envía a Merle para hallar y matar Michonne, pero Merle fracasa en la misión, y regresa con otros prisioneros (Glenn y Maggie). Merle encuentra al Gobernador y le afirma que Michonne fue asesinada. En el episodio "When the Dead Come Knocking", el Gobernador le encubre a Andrea sobre sus actividades siniestras hacia el grupo de Rick en la prisión, mientras interroga a Maggie y Glenn. Cuando amenaza con disparar a Glenn, Maggie le da la información sobre la prisión y su grupo. En el final de mitad de temporada "Made to Suffer", durante la incursión de Rick en Woodbury para rescatar a Glenn y Maggie, Michonne mata a la zombificada Penny, El Gobernador ataca Michonne, y en defensa propia que ella lo apuñala en la mano y el ojo con un pedazo de vidrio. Al darse cuenta de que Merle le mintió acerca de Michonne, el Gobernador convocó a una reunión de la ciudad, donde se afirma que la ciudad ha sido atacada por los terroristas traídos por Merle y él trae su hermano menor Daryl capturado, reuniendo a los hermanos. El Gobernador ordena luchar hasta la muerte, a ambos hermanos y el pueblo pide sangre, Andrea sorprendida mira.
En el estreno de la mitad de temporada de "The Suicide King", Merle inicia una lucha con su hermano menor pero este le dice que solo le siga el juego, la lucha entre Merle y Daryl se rompe cuando empieza a atacar el grupo de Rick, lo que permite a los hermanos a escapar mientras que el Gobernador mira. El Gobernador se retira a su apartamento ya que la ciudad está en los disturbios tras el ataque. Andrea se enfrenta a él acerca de la presencia de sus amigos en la ciudad, y luego se apaga para calmar e inspirar a la gente del pueblo.
En el episodio "Home", el Gobernador pide Milton donde está su lealtad, y le pide que vigile a Andrea. El Gobernador y sus hombres comienzan a atacar la prisión (El Gobernador asesina a Axel durante el proceso), el grupo de Rick corre a esconderse debido a los disparos y estallidos en ambos lados. Un camión derriba las puertas interiores y exteriores de la prisión y se detiene en el patio. El Gobernador sonríe mientras la puerta trasera se abre y varios caminantes salen hacia fuera. El Gobernador rocía alegremente fuego de una ametralladora en el aire y luego se marcha y los sobrevivientes luchan contra los caminantes.
En el episodio "I Ain't a Judas", el Gobernador procede a reunir a Woodbury contra los sobrevivientes de la prisión, etiquetándolos de terroristas y asaltantes. Andrea quiere dejar de negociar una paz con la prisión, pero el Gobernador la desanima, lo que implica que no va a ser recibida de nuevo si ella se va. Cuando Milton dice al Gobernador que Andrea le pidió que ayudara a ir a la prisión, el Gobernador le dice que vaya con ella. El Gobernador acoge a Tyreese y su grupo a Woodbury, después de que Rick los echó de la cárcel, y se ofrecen como voluntarios para ayudar en las tareas de Woodbury con lo que sea necesario, proporcionándole una disposición de la prisión. Andrea vuelve a Woodbury, donde ella con cautela reanuda su lugar en el lado del Gobernador. En el episodio "Arrow on the Doorpost", convencido por Andrea, el Gobernador se reúne con Rick en una zona aislada a ofrecerle la paz a cambio de Michonne, dándole dos días para pensar en ello. El Gobernador vuelve a Woodbury y ordena en secreto Martínez para establecer una emboscada en el granero, para matar a todos los grupo de Rick y traer Michonne a Woodbury para que pueda torturarla.
En el episodio "Prey", Milton intenta hablar con el Gobernador de matar al grupo de la prisión, y cuando esto falla Milton revela los planes del Gobernador y su naturaleza oscura, sádica, duplicidad a Andrea. Andrea huye a la prisión, y el Gobernador la persigue personalmente, trayéndola de vuelta a Woodbury y encadenada en una silla de dentista que tenía la intención de utilizarla para torturar a Michonne. En el episodio "This Sorrowful Life", Merle secuestra Michonne a sugerencia de Rick para entregarla al Gobernador, pero este la deja ir y en su lugar atrae a los caminantes para que ataquen al Gobernador y su ejército. Después de que Merle dispara ocho de los hombres del Gobernador (Entre ellos Ben), El Gobernador le dispara en el pecho y mata a Merle, dejando su cuerpo para reanimado como un caminante, que más tarde es rematado por un triste Daryl. En la final de temporada de "Welcome to The Tombs", el Gobernador mantiene encadenada a Andrea y acuchilla a Milton para dejándolo gravemente herido dejándolo al costado de una encadenada Andrea, poco después un agonizante Milton lucha por vivir para que Andrea tenga tiempo de liberarse pero lamentablemente para Andrea muere y un zombificado Milton se dirige hacia Andrea y la muerde en el hombro pero Andrea logra liberarse y mata al zombificado Milton, poco después la mujer le revela a Rick y a Michonne que fue mordida y le pide a Rick su arma para acabar con su miseria y se dispara en la cien. Sin embargo el Gobernador lleva a su ejército por segunda vez a la cárcel para matar a todo el grupo de Rick, pero Rick y los otros han tendido una trampa, esperando su llegada. Emboscado y superados por una Maggie muy preparada y Glenn con su traje anti-motines, el ejército del Gobernador huye de la prisión. El Gobernador detiene a su ejército y en respuesta a sus protestas en contra de volver los mata a todos (incluyendo Allen), salvando sólo a Martínez y Shumpert, sus dos mejores secuaces. Una residente de Woodbury, Karen, logra sobrevivir. El Gobernador, Martínez y Shumpert son vistos por última vez y escapan huyen a un rumbo desconocido.

### Cuarta temporada (2013—14)
En la cuarta temporada, Michonne ha estado buscando activamente al Gobernador, pero no logra encontrarlo y tiene la intención de continuar su búsqueda en Macon. El Gobernador no aparece en esta temporada hasta que el episodio quinto "Internment", durante la cual se muestra muy brevemente ocultando a las afueras de la prisión.
El Gobernador regresa en el episodio Live Bait se quedó impactado por todo la tiranía que este había cometido, Philip empezó a vagar sin rumbo durante mucho tiempo y andaba en un estado deplorable de quien alguna vez fue, llegando inclusive a buscar la muerte para así librarse de su cruel existencia pero no lo conseguía. Sin embargo, tras dar con una familia de mujeres desvalidas (Los Chambler) que lo acogieron dándole hospedaje y la oportunidad perfecta de comenzar de nuevo, es ahí en donde conoce a Tara, Lily y Meghan, empezó a usar otro nombre llamándose Brian Heriot y oculto su verdadera personalidad y su turbio pasado para así intentar encontrar redención. Rápidamente Brian se encariñó con todos los miembros de la familia, y sobre todo con la pequeña Meghan y su madre Lilly, Tara al comienzo desconfiaba de este pero al poco tiempo EL Gobernador provocó que ella se ganara su cariño cuando este fue por unos tanques de oxígeno para ayudar a su enfermo padre David Chambler el patriarca de la familia quien estaba con cáncer terminal y de esa manera este se convirtió en un miembro más de la familia. Tras la muerte del anciano David Chambler, el antiguo patriarca del hogar se reanima como caminante y agarra a Tara intenta devorarla pero Brian le salva la vida cuando le aplasta los tanques de oxígeno en la cabeza ante un reanimado David, y a partir de este momento El Gobernador asumió la responsabilidad de cuidar y proteger a Tara, Meghan y Lilly, y entonces emprenden un viaje en un camión con ellas para hallar un lugar más seguro, Ellos abandonan el camión y deciden marchar a pie., mientras caminan, Tara se lastima el tobillo y no puede continuar caminando. El grupo se detiene para que Lilly pueda atender a su hermana y entonces el Gobernador avanza para analizar el panorama. Una horda masiva de caminantes aparecen avanzando hacia ellos desde el frente y entonces Philip rápidamente les ordena dejar sus cosas y correr. Meghan salta a los brazos del Gobernador y entonces todos se internan en el bosque para refugiarse, El Gobernador y Meghan se separan de Tara y Lilly, y se desploman en un pozo lleno de caminantes. Meghan se refugia en una esquina mientras que el Gobernador elimina los caminantes de manera ingeniosa. Varios disparos se oyen en los alrededores y entonces Philip abraza a una asustada Meghan y le afirma que nunca permitirá que le pase nada malo. La voz de alguien sorprendido se escucha y entonces el Gobernador mueve la cabeza hacia arriba y ve a Martínez mirándolo sorprendido con un subfusil en sus manos. Sin duda alguna se encuentra cara a cara con su viejo amigo, Martínez.
En el episodio Dead Weight Martínez ayuda a Philip y Meghan a salir del pozo, como los Chamblers que lo llaman "Brian", Martínez se da cuenta de lo que está pasando y les permite unirse a su grupo, siempre y cuando no cuestionen su liderazgo. Después de unirse al grupo, El Gobernador, Lilly, Tara y Meghan comienzan a vivir en uno de los remolques en el campamento de Martínez. Un día, Philip y Meghan están jugando al ajedrez y tienen una conversación sobre si son mala gente o no, lo que hace Philip analice todo lo que ha hecho en el pasado y cómo él ha estado tratando de redimirse. El Gobernador, Martínez, Mitch Dolgen y Pete Dolgen van a buscar provisiones en una cabaña cercana, donde encuentran tres cadáveres etiquetados como "Mentiroso", "violador" y "Asesino" y acaban con todos los caminantes a sus alrededores, ellos deciden pasar la noche en la casa, bebiendo cerveza que Mitch encontró escondida en la cocina. Pete cuestiona lo que el Gobernador hizo para sobrevivir al apocalipsis hasta este punto, y este le esquiva la pregunta simplemente diciendo que él sobrevivió y hace la misma pregunta a ambos a Pete y Mitch. Revelan que los dos estaban sirviendo a los militares, Mitch escapó con su tanque y formó el campamento, Pete estaba en Fort Benning, pero pronto abandonó el lugar para reunirse con su hermano. Al regresar al campamento, Martínez invita a Philip a jugar golf encima de un remolque, Martínez le comenta que Shumpert, uno de los antiguos soldados del Gobernador fue mordido cerca de una de las fosas de los caminantes y este tuvo que matarlo. Sin embargo un ebrio Martínez comparte sus inquietudes acerca de cómo mantener protegido a todos los supervivientes del campamento, y él le propone al Gobernador ser el segundo al mando. En respuesta, El Gobernador le golpea la cabeza de Martínez con su palo de golf, lo lanza del remolque, y lo arrastra a un pozo de caminantes, donde es devorado Martínez. El Gobernador repetidamente le dice: "No quiero", mientras que asesina cruelmente a Martínez y comienza a sentirse culpable por sus acciones esa noche y de pronto su tiranía renace porque este no se deja mandar por nadie, después de esto, el Gobernador se ve temblando dentro de su remolque sobre cómo mató a Martínez. En la mañana siguiente, Pete anuncia que Martínez fue encontrado muerto en el interior de uno de los pozos de caminantes, asume que estaba borracho mientras jugaba al golf y cayó en el pozo. Sin embargo Pete se declara temporalmente líder del grupo hasta que puedan votar correctamente en este asunto. Philip se ofreció unirse a Pete y Mitch en una búsqueda de provisiones, donde se encuentran con un pequeño grupo de personas que se instalan un campamento a pocos kilómetros de distancia de su campamento, Mitch cree que deberían atacar y robar sus provisiones, pero Pete dice que no deben matar a otras personas y dejarlas vivas y continuar la búsqueda, haciendo caso omiso del campamento. El Gobernador y los hermanos Dolgen retornan más tarde para hallar nuevamente a los supervivientes del campamento que encontraron anteriormente pero los hallaron asesinados y el lugar allanado. Mitch se siente frustrado de que "sus provisiones" fueron tomadas por otros, al regresar a su tráiler, El Gobernador le comenta a Lilly que deben fugar, ya que él no se siente seguro en el campamento de Martínez. Él, Lilly, Meghan y Tara parten por la noche, pero tuvieron que dar marcha atrás cuando su camino estaba totalmente cerrado por una manada de caminantes sumergidas a medio cuerpo en un fango; al siguiente día, El Gobernador asesina a Pete en el tráiler y le propone a Mitch el co-liderazgo, proclamando que El Gobernador es ahora el líder del campamento. 
Para cubrir la muerte de Pete, arrojan su cuerpo en un lago y una historia falsa cómo Pete murió heroicamente durante una ejecución de suministro. El Gobernador se ve marcado un mapa cuando Lilly viene por el. Cuando se le preguntó, Philip le dice que tienen que trasladarse a un lugar más seguro, pero Lilly cree que su ubicación actual es lo suficientemente seguro. El liderazgo de Philip es hacer el bien para el grupo durante algunas semanas, su relación con Lilly va bien, hasta que un caminante se interpone en el campamento y casi mata a Meghan y a Tara. El Gobernador se da cuenta de que no importa lo mucho que trabajan en la seguridad, el campo nunca será lo suficientemente seguro para guardar su nueva familia a salvo. Sólo hay un lugar que está garantizado en esta zona de Georgia. Se pone en un camión y se va de nuevo a la prisión y la historia del Gobernador finalmente alcanza con la presente historia, donde se está observando en secreto la prisión desde la distancia. Mientras se investiga la zona, se encuentra con Michonne y Hershel incinerando un montón de caminantes muertos. El Gobernador saca su arma y se prepara para atacar.
En el final de mitad de temporada "Too Far Gone", El Gobernador toma a Hershel y a Michonne de rehenes, y va a la cárcel con sus secuaces y el tanque de Mitch. Mientras tanto, de vuelta en el campamento, Meghan se encuentra jugando en el fango y ahí es mordida por un caminante de la orilla del río que fue enterrado en el mismo lugar en donde ella estaba jugando. Al llegar a la prisión, el Gobernador le dice a Rick que él va a dar a su grupo la oportunidad de salir sin que nadie resulte muerto. Rick intenta suplicar al Gobernador, pero el Gobernador es completamente sordo a sus súplicas, mientras sostiene la espada de Michonne al cuello de Hershel, lo murmura fuerte llamándolo "mentiroso"! y le corta la garganta a Hershel, Rick en su ira le hiere el brazo de un disparo, cuando Hershel todavía apenas con vida, se arrastra lejos en el caos que siguió, el Gobernador lo decapita brutalmente en frente de las hijas de Hershel mirando desde la prisión. El Gobernador entonces lanza su ataque a la prisión, el Tanque de Mitch comienza a derribar los cercos y comienzan los disparos en la prisión. Lilly finalmente llega, se le acerca con el cadáver de Meghan, que él toma y dispara en la cabeza sin decir nada para evitar su zombificación. Se mete en el mismo combate y comienza a disparar, en ese momento el Gobernador es sorprendido por Rick quien le golpea de un puñetazo. Los dos empiezan a pelear cuerpo a cuerpo, y finalmente el Gobernador consigue dominar la pelea y brutalmente lo golpea a Rick antes de comenzar a estrangularlo. El Gobernador lo estrangula y ya está a punto de dejar inconsciente a Rick para luego matarlo, pero poco después es apuñalado por la espalda por Michonne, que decide dejarlo morir desangrado. Hacia el final del episodio, un agonizante Philip apenas lucha por seguir viviendo cuando de pronto Lilly quien se da cuenta de su verdadera personalidad se acerca y le dispara en la cabeza muriendo al instante. En la apertura del episodio siguiente, su cadáver es visto tendido en el suelo cuando Michonne escapa de los terrenos de la prisión.

### Quinta temporada (2015)
En el estreno de la mitad de temporada "What Happened and What's Going on" el Gobernador aparece junto con Beth Greene, Bob Stookey, Martin, y Lizzie y Mika Samuels durante las alucinaciones de Tyreese después de que este es mordido en el antebrazo por un caminante el cual era el hermano zombificado de Noah y está muriendo desangrado. Mientras Beth, Bob y las chicas Samuels lo consuelan y le aseguran que hizo lo correcto y le aseguro que puede irse tranquilo, mientras que el Gobernador y Martin mofan de él sobre sus acciones pasadas y la incapacidad para hacer lo que es necesario a causa de su moralidad. Gobernador critica la elección de Tyreese por perdonar a Carol por el asesinato de Karen a pesar de afirmar que le han demostrado lo que es necesario para sobrevivir. Sin embargo Tyreese se levanta y regaña al Gobernador diciendo que él "todo lo que su ideología fracaso y murió" y la gente como él siempre mueren, pero Tyreese establece que las personas como él no pueden llegar a vivir ahora, pero no tienen que darse por vencido. Después el brazo de Tyreese es seccionado por Michonne, comienza a sangrar ve al Gobernador y Martin en sus alucinaciones quienes lo siguen hostigándolo.

## Desarrollo y Recepción
El personaje es interpretado por el actor británico David Morrissey. Glen Mazzara, cuando se le preguntó acerca de la dirección del personaje para la tercera temporada de la serie, describió al Gobernador como un narcisista, que se ve como el futuro salvador de la civilización y está dispuesto a recurrir a la más extrema de las medidas para alcanzar su final meta.
A pesar de hacer algunas apariciones, la hija del Gobernador desempeña un papel fundamental en su mentalidad y acciones. En secreto se preocupa por una zombificada Penny en su apartamento, como se revela en el episodio "Say The Word", cuando le cepilla el cabello y le canta, y le dice a Michonne que ella no tiene que sufrir, lo que implica que él todavía cree Penny está viva y esta "bajo las garras de una terrible enfermedad".
Un dato muy curioso es que el parche en el ojo del Gobernador en la serie de televisión fue colocado en el lado opuesto al de su homólogo del cómic.